# Kazuya Iwakura
Kazuya Iwakura (岩倉 一弥 Iwakura Kazuya?), född 26 april 1985 i Toyama prefektur, är en japansk före detta fotbollsspelare.
Iwakura började sin karriär 2004 i Yokohama FC. 2008 flyttade han till New Wave Kitakyushu. Efter New Wave Kitakyushu spelade han för Tokyo Verdy. Han avslutade karriären 2009.